# Tihanyi Forrás-barlang
A Tihanyi Forrás-barlang Magyarország fokozottan védett barlangjai közül az egyik. A Balaton-felvidéki Nemzeti Park területén lévő Tihanyi-félszigeten található. Turista útikalauzokban is ismertetve van.

## Leírás
Tihany belterületén, a tihanyi apátság udvarában, a templom bejáratával szemben, a Csokonai-ligetben, 186 m tengerszint feletti magasságban van a bejárata. Hidrotermális eredetű, de inaktívvá vált. Idegenforgalmi szempontból lett kiépítve és bejárata rácsos vasajtóval van lezárva. A barlang abban a forráskúpban található, melyre az egykori tihanyi vár, majd az apátság temploma épült. A forráskúp eredeti formáját már nem lehet felismerni a rajta történt többszöri nagyszabású építkezések miatt, melyek során kőzetének jelentős részét lebontották, másutt ráépítettek.
A kőből rakott, boltíves bejáraton át lépcsőkön lehet lejutni a külszíntől 130 cm-rel lejjebb kialakított barlangi járószintre. A barlang két egymásba kapcsolódó csarnokból és két nagyobb beugróból áll. Az első csarnok 5 m hosszú és 4 m széles. Magassága változó a különböző nagyságú mennyezeti boltozódások miatt, a bejáratközeli boltozódásnál 320 cm, majd tovább 200 cm, az ablak melletti boltozódásnál 400 cm. Az első csarnok bal oldali végénél 290 cm magasságban 40×50 cm-es ablakot építettek a természetes nyílásba. Az oldalfalakon oldott eredetű beugrók vannak, melyek fokozatosan mennek át a mennyezet boltozódásába. Az első csarnok mennyezetén két litoklázis figyelhető meg. Az egyik az ablaktól indul, merőlegesen a bejárat irányára és keresztezi az ablak melletti hosszúkás boltozatot. Valószínűleg ez a litoklázis határozta meg a boltozat kialakulását.
A másik szintén az ablaktól indul és a bejárat felé tart. A második csarnok szintén 5 m hosszú, de csak 2,5 m széles és átlagos magassága 2 m. Az eleje és a vége egy természetes, oldott üreg, azonban közepe mesterségesen tágított. A jobb oldali, első részéből két, oldott eredetű, emelkedő talpvonalú, 1 m körüli alacsony, 170 cm, illetve 270 cm hosszú beugró nyílik. A barlang méretét az egyes korábbi leírók nem egyformán adták meg, Bertalan Károly (1972) 4 m hosszúnak, Buckó (1970) 8 m hosszúnak, 5 m szélesnek és 3 m magasnak írta le. Az 1983-as felmérés szerint, a nemzetközileg elfogadott barlangméret-számítás alapján hossza 14 m, átlagos szélessége 2,5 m, átlagos magassága 2,2 m és térfogata körülbelül 56 m³.
A barlang falán több helyen, a bejárattól balra, a beugrókban és a mennyezeten jól láthatók oldott formák, barázdák, kannelurák, melyeket utólag vékony, karbonátos bekérgeződés borított. A mesterséges tágítások feltárják a kúp gejziritjének szerkezetét. Az első csarnok bejárattal szemközti falán ívesen elrendeződött, hidrokvarcit lemezekből álló réteg látható, melyre tömegesen, magas hőmérsékletű vízből kivált, meszes-kovás gejzirit települt. A bejárat közelében és a második terem végében diónyi, almányi, sárga opál kiválásokat lehet látni. A barlang alját elegyengetett törmelék alkotja.
Az 1–3 m vastag kőzetben levő, nagy bejáratú és jól szellőző barlang hőmérséklete jól követi környezetének hőmérsékletét. Víz csak ritkán, páralecsapódás formájában jelentkezik benne. A barlang törmelékből álló aljának esetleges ásatása várhatóan felderítené az egykori forráskürtő helyét és annak ásványtartalmát, továbbá bizonyára történelmi leleteket is tartalmazna. Az automatikus világítással ellátott barlang a bejárati rácson keresztül tekinthető meg.
Előfordul a barlang az irodalmában Apátsági-forrásbarlang (Eszterhás 1984), Apátsági forrásbarlang (Kordos 1984), Apátsági forrásüreg, Apátsági-forrásüreg (Eszterhás 1984), Barlangüreg Tihany apátság mellett, Csokonai-barlang, Forrás-barlang (Bertalan, Kordos, Országh 1976), Forrásbarlang (Kordos 1984), Spring Cave (Takácsné, Eszterhás, Juhász, Kraus 1989) és Tihanyi-forrásbarlang (Eszterhás 1984) neveken is. 1984-ben volt először Tihanyi Forrás-barlangnak nevezve a barlang az irodalmában (Eszterhás 1984).

## Kutatástörténet
A barlangot a Magyar Állami Földtani Intézet felkérésére és megbízása szerint 1951-ben, tereprendezés közben tárták fel egyetemi hallgatók és szabadították ki a törmelékből. Bartha Ferenc vezette a feltárást és készítette el a barlang első térképét. A Forrás-barlang a kúpnak valószínűleg csak az egyik ürege. Egy ilyen nagy kúpban bizonyára több barlangméretű üreg is lehetett. Az 1951-es év pedig csak az újból felfedezés évének tekinthető. Minden jel arra vall, hogy korábban jól ismert és használt barlang volt. A forráskúp természetes kiemelkedését kevés átalakítással, átépítéssel a tihanyi vár egyik bástyájának képezték ki, a barlangját pedig a várőrség berendezte a saját céljára. A törökök alóli felszabadulás után a végvári katonaságtól az apátság visszakapta a meglehetősen romos várrá alakított monostort. Alighanem ekkor felejtődött el a barlang létezése.

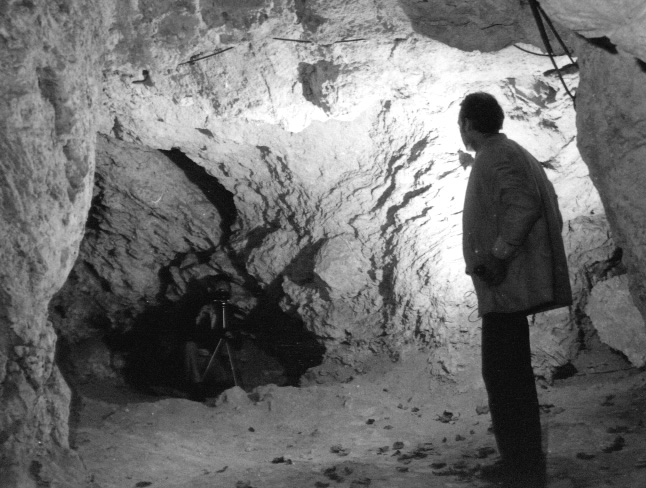
A Tihanyi Forrás-barlang belseje

A kétszáz évig elfeledett barlangot az 1951-es feltárás tette megint ismertté. Ezután építette ki a Veszprém Megyei Idegenforgalmi Hivatal az üreg K felé néző bejáratát és látta el villanyvilágítással. 1976-ban vált országos jelentőségű barlanggá a 4400-as (Bakony) barlangkataszteri területen lévő, tihanyi Forrás-barlang. Az 1976-ban összeállított, országos jelentőségű barlangok listájában lévő barlangnevek pontosítása után, 1977. május 30-án összeállított, országos jelentőségű barlangok listáján rajta van a Bakony hegységben, Tihanyban található barlang Forrás-barlang néven. Az 1980. évi Karszt és Barlang 1. félévi számában publikálva lett, hogy a kiemelt jelentőségű Forrás-barlang a 4400-as barlangkataszteri területen (Bakony hegység és É-i előtere) helyezkedik el. A tihanyi barlangnak 4463/1. a barlangkataszteri száma. Az MKBT Dokumentációs Bizottsága a helyszínen el fogja helyezni, a többi kiemelt jelentőségű barlanghoz hasonlóan, a barlang fémlapba ütött barlangkataszteri számát. A barlangkataszteri szám beütéséhez alapul szolgáló fémlap ugyanolyan lesz mint a többi kiemelt jelentőségű barlang fémlapja.
1982. július 1-től az Országos Környezet- és Természetvédelmi Hivatal elnökének 1/1982. (III. 15.) OKTH számú rendelkezése (1. §. és 3. §., illetve 5. sz. melléklet) értelmében a Bakony hegységben lévő Forrás-barlang fokozottan védett barlang. Fokozottan védett barlang kialakulásának módja miatt lett. Ezt a védettséget kedvező fekvése is alátámasztotta. Az 1982. szeptember–októberi MKBT Műsorfüzetben meg van említve, hogy a Bakony hegységben található Tihanyi Forrás-barlang fokozottan védett barlang. A felsorolásban a barlangnevek az MKBT által jóváhagyott és használt helyesírás szerint, javított formában lettek közölve.
Az 1984-ben publikált, Lista a Bakony barlangjairól című felsorolásban Forrás-barlang a 4463-as barlangkataszteri területen, a Tihanyi-félszigeten, Tihanyban lévő barlang neve, amelynek további nevei Tihanyi-forrásbarlang, Apátsági-forrásbarlang és Apátsági-forrásüreg. Barlangkataszteri száma 4463/1. A posztvulkánikus barlang 8×5 m-es és 3 m magas. 9 kiemelt jelentőségű, fokozottan védett barlang van a Bakonyban, amelyek közül egyik a Tihanyi Forrás-barlang. Az 1984-ben kiadott, Magyarország barlangjai című könyv országos barlanglistájában szerepel a barlang Tihanyi-forrásbarlang néven Apátsági forrásbarlang és Forrásbarlang névváltozatokkal. A listához kapcsolódóan látható a Déli-Bakony, a Balaton-felvidék és a Keszthelyi-hegység barlangjainak földrajzi elhelyezkedését bemutató 1:500 000-es méretarányú térképen a barlang földrajzi elhelyezkedése.
1987-ben Eszterhás István jelentette meg a barlang részletes leírását. Az Eszterhás István által 1989-ben írt, Magyarország nemkarsztos barlangjainak listája című kéziratban az olvasható, hogy a Bakony hegységben, Tihanyban helyezkedik el a 4463/1 barlangkataszteri számú Forrás-barlang. A gejziritben kialakult barlang 14 m hosszú és 2,2 m magas. A listában meg van említve az a Magyarországon, nem karsztkőzetben kialakult, létrehozott 220 objektum (203 barlang és 17 mesterséges üreg), amelyek 1989. év végéig váltak ismertté. Magyarországon 40 barlang keletkezett gejziritben. Az összeállítás szerint Kordos László 1984-ben kiadott barlanglistájában fel van sorolva 119 olyan barlang is, amelyek nem karsztkőzetben jöttek létre.
A Karszt és Barlang 1989. évi különszámában publikált, angol nyelvű tanulmányban (The caves of Hungary) közölve lett, hogy a Tihanyi-félszigeten lévő több mint 40 gejziritbarlang közül egyik legfontosabb a Tihany központjában fekvő Spring Cave. Az Eszterhás István által 1992-ben írt lista szerint 1992 decemberében Magyarországon 423, a Bakony hegységben pedig 124 olyan barlang van, amelyek nem karsztkőzetben alakultak ki. Az üledékes, de nem karsztosodó kőzetben létrejött, Magyarországon található barlangok között a 6. leghosszabb a gejziritben húzódó Forrás-barlang (Tihany), amely 14 m hosszú és 2 m magas.
Az Eszterhás István által 1993-ban írt, Magyarország nemkarsztos barlangjainak lajstroma című kéziratban meg van említve, hogy a Bakony hegységben, Tihanyban helyezkedik el a 4463/1 barlangkataszteri számú Forrás-barlang. A gejziritben keletkezett barlang 14 m hosszú és 2,2 m magas. Az összeállításban fel van sorolva az a Magyarországon, nem karsztkőzetben kialakult, létrehozott 520 objektum (478 barlang és 42 mesterséges üreg), amelyek 1993 végéig ismertté váltak. Magyarországon 40 barlang, illetve mesterségesen létrehozott, barlangnak nevezett üreg alakult ki, lett kialakítva gejziritben. A Bakony hegységben 123 barlang jött létre nem karsztkőzetben.
Az 1994-ben megjelent, Lychnis. Szemelvények a vulkáni kőzetekben keletkezett barlangok kutatásáról című kiadvány szerint a Magyarországon lévő olyan barlangok között, amelyek nem karsztosodó, üledékes kőzetben jöttek létre, az 1994. nyári állapot alapján a 7. leghosszabb a Forrás-barlang (Tihany). A barlang gejziritben alakult ki, 14 m hosszú és 2 m magas. Magyarországon 489, a Bakony hegységben pedig 123 barlang található nem karsztkőzetben. Magyarországon 40 barlang alakult ki gejziritben. 2001. május 17-től a környezetvédelmi miniszter 13/2001. (V. 9.) KöM rendeletének értelmében a Bakony hegység területén lévő Tihanyi Forrás-barlang fokozottan védett barlang. Egyidejűleg a fokozottan védett barlangok körének megállapításáról szóló 1/1982. (III. 15.) OKTH rendelkezés hatályát veszti.
A 2005-ben napvilágot látott, Magyar hegyisport és turista enciklopédia című kiadványban önálló szócikke van a barlangnak. A szócikk szerint a Tihanyi-forrásbarlang a Tihanyi-félszigeten található és fokozottan védett természeti érték. Az Apátság udvarában, a templom bejáratával szemben, 186 m tengerszint feletti magasságban van a bejárata. Két teremből áll a csak 14 m hosszú és mesterségesen tágított üreg. Utóvulkáni tevékenység hozta létre a barlangot. Magas hőmérsékletű vízből kivált kovaanyagú gejziritből állnak a falai. A bejárati rácson keresztül megtekinthető az automatikus világítással ellátott barlang. 2005. szeptember 1-től a környezetvédelmi és vízügyi miniszter 23/2005. (VIII. 31.) KvVM rendelete szerint a Bakony hegységben lévő Tihanyi Forrás-barlang fokozottan védett barlang. 2015. november 3-tól a földművelésügyi miniszter 66/2015. (X. 26.) FM rendelete szerint a Tihanyi Forrás-barlang (Bakony hegység) fokozottan védett barlang.

## További irodalom
- Bertalan Károly: Barlangok. In: Deák Margit szerk.: Magyarázó Magyarország 200.000-es földtani térképsorozatához. Veszprém L. 33–XII. A Magyar Állami Földtani Intézet kiadványa, Budapest, 1972. 21–22. old.
- Buckó Emmi: A Tihanyi-félsziget geomorfológiája. In: Bialik István szerk.: Magyarázó a Balaton környéke 1:10.000 építésföldtani térképsorozatához – Tihany. Magyar Állami Földtani Intézet kiadvány, Budapest, 1970. 47–55. old.
- Eszterhás István: Jelentés a Tihanyi-félsziget szpeleográfiai terepbejárásáról. In: Zentai Ferenc szerk.: Az Alba Regia Barlangkutató Csoport Évkönyve 1983. Kézirat. 37., 38., 39., 41., 70. old. (A kézirat megtalálható a KvVM Barlang- és Földtani Osztályon.)
- Eszterhás István: Jelentés a Tihanyi-félsziget szpeleográfiai terepbejárásáról. In: Zentai Ferenc szerk.: Alba Regia Barlangkutató Csoport. MKBT Beszámoló, 1983. 61., 62., 64. old.
- Eszterhás István: A Bakony nemkarsztos barlangjainak genotipusai és kataszteri jegyzéke. Kézirat. Budapest, 1986. Szerződéses munka az Országos Környezet- és Természetvédelmi Hivatalnak.
- –: A tihanyi Forrás-barlang. Idegenforgalmi Tájékoztató, 1953. augusztus. 15.